# Wang Zhiwen
Wang Zhiwen (王志文S, Wáng ZhìwénP; Shanghai, 26 giugno 1966) è un attore cinese.
In occasione del centenario della nascita dell'industria cinematografica in Cina nel 2005, la China Film Performance Art Academy lo ha inserito nella lista dei "100 migliori attori in 100 anni di cinema cinese".